# Hemieuxoa lahoulicola
Hemieuxoa lahoulicola är en fjärilsart som beskrevs av Hermann Hacker och Peks. Hemieuxoa lahoulicola ingår i släktet Hemieuxoa och familjen nattflyn. Inga underarter finns listade i Catalogue of Life.